# 雷尼河
雷尼河（英語：Rainy River）位於美國和加拿大邊界，分隔明尼蘇達州北部和安大略省西北部。全長約140公里（85英哩）。
雷尼河發源自雷尼湖（英語：Rainy Lake）西面，向西北偏西方流入離包地特西北19公里的伍茲湖南端。國際瀑布城（International Falls）利用雨河來水力發電。而安大略省的雷尼河市也是因這條河而命名的。
雷尼河集水區東至蘇必略湖以西100公里，河水經溫尼伯河、溫尼伯湖和纳尔逊河流入哈德遜灣。

## 外部連結
- 安大略省和雷尼河鐵路 （页面存档备份，存于）
- 明尼蘇達州：雷尼河集水區
- 雷尼河市 （页面存档备份，存于）